# Temporada 1971-72 de los Golden State Warriors
La temporada 1971-72 fue la vigesimosexta de los Warriors en la NBA, y la décima en el Área de la Bahía de San Francisco, a donde llegaron procedentes de Filadelfia, y primera en la ciudad de Oakland con la nueva denominación de Golden State Warriors. La temporada regular acabó con 51 victorias y 31 derrotas, acabando en la cuarta posición de la Confeencia Oeste, clasificándose para los playoffs en los que cayeron en semifinales de conferencia ante Milwaukee Bucks.

## Elecciones en elDraft
| Ronda | Puesto | Jugador         | Posición  | Nacionalidad   | Universidad    |
| ----- | ------ | --------------- | --------- | -------------- | -------------- |
| 1     | 8      | Darnell Hillman | Ala-Pívot | Estados Unidos | San Jose State |
| 5     | 76     | Odis Allison    | Alero     | Estados Unidos | UNLV           |
| 6     | 93     | Charles Johnson | Base      | Estados Unidos | California     |

## Temporada regular
| División Pacífico       | División Pacífico | División Pacífico | División Pacífico | División Pacífico | División Pacífico | División Pacífico | División Pacífico | División Pacífico |
| Equipo                  | G                 | P                 | %                 | PD                | Casa              | Fuera             | Neutral           | Div               |
| ----------------------- | ----------------- | ----------------- | ----------------- | ----------------- | ----------------- | ----------------- | ----------------- | ----------------- |
| y-Los Angeles Lakers    | 69                | 13                | .841              | –                 | 36–5              | 31–7              | 2–1               | 21–3              |
| x-Golden State Warriors | 51                | 31                | .622              | 18                | 27–8              | 21–20             | 3–3               | 14–10             |
| Seattle SuperSonics     | 47                | 35                | .573              | 22                | 28–12             | 18–22             | 1–1               | 12–12             |
| Houston Rockets         | 34                | 48                | .415              | 35                | 15–20             | 14–23             | 5–5               | 9–15              |
| Portland Trail Blazers  | 18                | 64                | .220              | 51                | 14–26             | 4–35              | 0–3               | 4–20              |

## Playoffs

### Semifinales de Conferencia
Milwaukee Bucks vs. Golden State Warriors 
| Fecha       | Partido                                        | Ciudad    |
| ----------- | ---------------------------------------------- | --------- |
| 28 de marzo | Milwaukee Bucks 106, Golden State Warriors 117 | Milwaukee |
| 30 de marzo | Milwaukee Bucks 118, Golden State Warriors 93  | Milwaukee |
| 1 de abril  | 'Golden State Warriors 94, Milwaukee Bucks 122 | Oakland   |
| 4 de abril  | Golden State Warriors 99, Milwaukee Bucks 106  | Oakland   |
| 6 de abril  | Milwaukee Bucks 108, Golden State Warriors 100 | Milwaukee |
|             | Milwaukee Bucks gana las series 4-1            |           |

## Estadísticas
| Rk | Jugador        | Edad | P  | PT | MP   | TC  | TCI  | %TC  | TL  | TLI | %TL  | RB   | AS  | FP  | PTS  |
| -- | -------------- | ---- | -- | -- | ---- | --- | ---- | ---- | --- | --- | ---- | ---- | --- | --- | ---- |
| 1  | Nate Thurmond  | 30   | 78 |    | 43.1 | 8.1 | 18.6 | .432 | 5.3 | 7.2 | .743 | 16.1 | 2.9 | 2.7 | 21.4 |
| 2  | Jeff Mullins   | 29   | 80 |    | 40.2 | 8.6 | 18.3 | .467 | 4.4 | 5.5 | .794 | 5.6  | 5.9 | 3.3 | 21.5 |
| 3  | Cazzie Russell | 27   | 79 |    | 36.7 | 8.7 | 19.2 | .455 | 4.0 | 4.8 | .833 | 5.4  | 3.1 | 2.2 | 21.4 |
| 4  | Clyde Lee      | 27   | 78 |    | 34.3 | 3.3 | 7.0  | .471 | 1.5 | 2.8 | .541 | 14.5 | 1.1 | 3.1 | 8.1  |
| 5  | Jim Barnett    | 27   | 80 |    | 27.5 | 4.7 | 11.4 | .409 | 3.1 | 3.7 | .836 | 3.1  | 3.9 | 2.4 | 12.4 |
| 6  | Ron Williams   | 27   | 80 |    | 24.2 | 3.6 | 7.7  | .474 | 2.4 | 2.9 | .833 | 1.8  | 3.9 | 2.9 | 9.7  |
| 7  | Joe Ellis      | 27   | 78 |    | 18.7 | 3.6 | 8.7  | .411 | 1.2 | 1.7 | .720 | 5.0  | 1.2 | 2.9 | 8.4  |
| 8  | Bill Turner    | 27   | 62 |    | 9.6  | 1.1 | 2.9  | .392 | 0.6 | 0.9 | .755 | 2.1  | 0.4 | 1.1 | 2.9  |
| 9  | Bob Portman    | 24   | 61 |    | 9.1  | 1.5 | 3.6  | .403 | 0.9 | 1.0 | .883 | 2.2  | 0.4 | 1.1 | 3.8  |
| 10 | Nick Jones     | 26   | 65 |    | 7.4  | 1.3 | 3.0  | .418 | 0.8 | 0.9 | .836 | 0.6  | 0.7 | 1.7 | 3.3  |
| 11 | Odis Allison   | 22   | 36 |    | 4.6  | 0.5 | 2.2  | .218 | 0.9 | 1.7 | .541 | 1.3  | 0.3 | 0.9 | 1.9  |
| 12 | Vic Bartolome  | 23   | 38 |    | 4.3  | 0.4 | 1.6  | .254 | 0.1 | 0.1 | .800 | 1.6  | 0.1 | 0.6 | 0.9  |

## Galardones y récords
| Jugador        | Galardón                               |
| Nate Thurmond  | 2.º Mejor quinteto defensivo de la NBA |
| Cazzie Russell | All-Star                               |